# Saint-Romans-lès-Melle
Saint-Romans-lès-Melle és un municipi francès situat al departament de Deux-Sèvres i a la regió de la Nova Aquitània. L'any 2007 tenia 657 habitants.

## Demografia

### Població
El 2007 la població de fet de Saint-Romans-lès-Melle era de 657 persones. Hi havia 258 famílies de les quals 64 eren unipersonals (36 homes vivint sols i 28 dones vivint soles), 87 parelles sense fills, 87 parelles amb fills i 20 famílies monoparentals amb fills.
La població ha evolucionat segons el següent gràfic:
Habitants censats

### Habitatges
El 2007 hi havia 295 habitatges, 258 eren l'habitatge principal de la família, 19 eren segones residències i 17 estaven desocupats. 289 eren cases i 2 eren apartaments. Dels 258 habitatges principals, 221 estaven ocupats pels seus propietaris, 31 estaven llogats i ocupats pels llogaters i 6 estaven cedits a títol gratuït; 1 tenia una cambra, 8 en tenien dues, 23 en tenien tres, 55 en tenien quatre i 172 en tenien cinc o més. 217 habitatges disposaven pel capbaix d'una plaça de pàrquing. A 81 habitatges hi havia un automòbil i a 160 n'hi havia dos o més.

### Piràmide de població
La piràmide de població per edats i sexe el 2009 era:
| Homes | Edats   | Dones |
| ----- | ------- | ----- |
| 0     | 95 o +  | 4     |
| 0     | 90 a 94 | 8     |
| 4     | 85 a 89 | 12    |
| 12    | 80 a 84 | 4     |
| 16    | 75 a 79 | 20    |
| 0     | 70 a 74 | 20    |
| 24    | 65 a 69 | 28    |
| 16    | 60 a 64 | 16    |
| 4     | 55 a 59 | 12    |
| 24    | 50 a 54 | 16    |
| 28    | 45 a 49 | 24    |
| 28    | 40 a 44 | 20    |
| 36    | 35 a 39 | 32    |
| 16    | 30 a 34 | 12    |
| 12    | 25 a 29 | 20    |
| 20    | 20 a 24 | 16    |
| 16    | 15 a 19 | 12    |
| 16    | 10 a 14 | 28    |
| 16    | 5 a 9   | 12    |
| 16    | 0 a 4   | 4     |

## Economia
El 2007 la població en edat de treballar era de 413 persones, 307 eren actives i 106 eren inactives. De les 307 persones actives 290 estaven ocupades (160 homes i 130 dones) i 17 estaven aturades (9 homes i 8 dones). De les 106 persones inactives 53 estaven jubilades, 28 estaven estudiant i 25 estaven classificades com a «altres inactius».

### Ingressos
El 2009 a Saint-Romans-lès-Melle hi havia 253 unitats fiscals que integraven 659 persones, la mediana anual d'ingressos fiscals per persona era de 17.742 €.

### Activitats econòmiques
Dels 19 establiments que hi havia el 2007, 2 eren d'empreses alimentàries, 2 d'empreses de fabricació d'altres productes industrials, 3 d'empreses de construcció, 4 d'empreses de comerç i reparació d'automòbils, 1 d'una empresa d'hostatgeria i restauració, 1 d'una empresa financera, 1 d'una empresa immobiliària, 3 d'empreses de serveis i 2 d'empreses classificades com a «altres activitats de serveis».
Dels 6 establiments de servei als particulars que hi havia el 2009, 1 era un taller de reparació d'automòbils i de material agrícola, 2 paletes, 1 empresa de construcció, 1 perruqueria i 1 restaurant.
L'únic establiment comercial que hi havia el 2009 era una fleca.
L'any 2000 a Saint-Romans-lès-Melle hi havia 11 explotacions agrícoles.

## Equipaments sanitaris i escolars
El 2009 hi havia una escola elemental integrada dins d'un grup escolar amb les comunes properes formant una escola dispersa.

## Poblacions més properes
El següent diagrama mostra les poblacions més properes.